# فرانك وايت (سياسي أمريكي)
فرانك وايت (بالإنجليزية: Frank White)‏ هو سياسي أمريكي، ولد في 12 ديسمبر 1856 في ستيلمان فالي في الولايات المتحدة، وتوفي في 23 مارس 1940 في واشنطن العاصمة في الولايات المتحدة. نشط حزبياً في الحزب الجمهوري.

## مناصب
- انتخب Treasurer of the United States [الإنجليزية]‏.
- انتخب عضو مجلس ولاية داكوتا الشمالية.
- انتخب عضو مجلس نواب داكوتا الشمالية.
- انتخب حاكم شمال داكوتا [الإنجليزية]‏ (10 يناير 1901 – 4 يناير 1905).

## وصلات خارجية
- فرانك وايت على موقع إن إن دي بي (الإنجليزية)